# Campionat d'Equador de ciclisme en contrarellotge
El Campionat d'Equador de ciclisme en contrarellotge és una competició ciclista que serveix per a determinar el Campió d'Equador de l'especialitat. El títol s'atorga al vencedor d'una única carrera. El vencedor obté el dret a portar un mallot amb els colors nacionals fins al Campionat de l'any següent en qualsevol prova en ruta.

## Palmarès masculí
| Any  | Primer                | Segon                 | Tercer              |
| 2007 | Segundo Navarrete     |                       |                     |
| 2009 | Segundo Navarrete     | José Ragonessi        | Luis Villareal      |
| 2010 | Segundo Navarrete     | José Ragonessi        | Diego Espinoza      |
| 2011 | José Ragonessi        | Segundo Navarrete     | Cristian García     |
| 2014 | José Ragonessi        | Byron Guamá           | Segundo Navarrete   |
| 2015 | Jonathan Caicedo      | Segundo Navarrete     | Jhonny Caicedo      |
| 2016 | Segundo Navarrete     | Jonathan Caicedo      | Cleber Cuasquer     |
| 2017 | Jorge Luis Montenegro | Jefferson Cepeda      | Cleber Cuasquer     |
| 2018 | Jefferson Cepeda      | Jorge Luis Montenegro |                     |
| 2019 | Jonathan Caicedo      | Segundo Navarrete     | Alexander Cepeda    |
| 2020 | Suspès pel COVID-19   | Suspès pel COVID-19   | Suspès pel COVID-19 |
| 2021 | Jorge Luis Montenegro | Segundo Navarrete     | Sebastián Novoa     |
| 2022 | Richard Carapaz       | Jorge Luis Montenegro | Alexis Quinteros    |
| 2023 | Jonathan Caicedo      | Jefferson Cepeda      | Alexander Cepeda    |
| 2024 | Richard Carapaz       | Jefferson Cepeda      | Jonathan Caicedo    |
| 2025 | Jefferson Cepeda      | Alexis Quinteros      | David Caicedo       |

### Palmarès sub-23
| Any  | Primer              | Segon               | Tercer                |
| 2009 | Roberto Quistial    | Reinaldo Jiménez    | Joel Burbano          |
| 2010 | Luis García Medina  | Carlos Quishpe      | Reinaldo Jiménez      |
| 2011 | Cléber Cuasquer     | Joel Burbano        | José Luis Ibarra      |
| 2017 | Jefferson Cepeda    | Alexander Cepeda    | Emerson Colcha        |
| 2018 | Alexander Cepeda    | Esteban Villareal   | Joel Fuertes          |
| 2019 | Lenín Montenegro    | Alexis Quinteros    | Santiago Montenegro   |
| 2020 | Suspès pel COVID-19 | Suspès pel COVID-19 | Suspès pel COVID-19   |
| 2021 | Harold Martín López | Bryan Obando        | Jordan Rodríguez      |
| 2022 | Lenín Montenegro    | Sebastián Caicedo   | Jordan Rodríguez      |
| 2023 | Nixon Rosero        | Anderson Palma      | Adonis Vivas          |
| 2024 | Kevin Navas         | Erik Pozo           | José Andrés Sarmiento |
| 2025 | Kevin Navas         | Mateo Ramírez       | Luis Monteros         |

## Palmarès femení
| Any  | Vencedor            | Segon           | Tercer           |
| ---- | ------------------- | --------------- | ---------------- |
| 2009 | María Parra         | Paola Bonilla   |                  |
| 2010 | María Parra         | Daniela Flores  | Ericka Hernández |
| 2011 | María Parra         | Paola Gamboa    | Daira Chavez     |
| 2014 | Jazmin Taborda      | Cristina Iza    |                  |
| 2015 | Miryam Núñez        | Nikole Narváez  | Cristina Iza     |
| 2016 | Ana Suárez Gonzalez | Nikole Narváez  |                  |
| 2017 | Samia Flores        |                 |                  |
| 2018 | Nikole Narváez      | Esther Galarza  | Leslye Ojeda     |
| 2019 | Miryam Núñez        | Esther Galarza  | Fernanda Endara  |
| 2020 |                     |                 |                  |
| 2021 | Miryam Núñez        | Anai Ortega     | Nikole Narváez   |
| 2022 | Paula Jara          | Esther Galarza  | Mikela Molina    |
| 2023 | Miryam Núñez        | Ana Vivar       | Esther Galarza   |
| 2024 | Miryam Núñez        | Natalia Vasquez | Esther Galarza   |